# 謝質
謝質（?—?），四川省成都府新都縣人，清朝政治人物、同進士出身。
光緒二十年（1894年），参加光緒甲午科殿試，登進士三甲74名。同年五月，著交吏部掣签分发各省，以知县即用。